# Eva Norvind
Eva Johanne Chegodayeva Sakonskaya (Trondheim, 7 de mayo de 1944-Zipolite, Oaxaca, 14 de mayo de 2006), conocida como Eva Norvind, o Ava Taurel, fue una actriz y terapeuta sexual noruega. 

## Biografía y carrera
Eva Johanne Chegodayeva Sakonskaya nació el 16 de febrero de 1944 en Trondheim, Noruega, siendo hija del príncipe ruso Paul Pavel Alekseevich Vernstad/Paul Chegodayef Sakonsky/Paul Tchegodaieff, y de la escultora finlandesanoruega Johanna Kajuanus, y hermana de Georg Kajanus. Este último al crecer se convirtió en compositor, letrista, escritor, y cantante, así como en guitarrista de doce cuerdas y compositor del grupo británico de pop/glam rock Sailor. Adicionalmente, era bisnieta del finlandés Robert Kajanus, un compositor, director de orquesta, hombre de confianza de Jean Sibelius y fundador de la Orquesta Filarmónica de Helsinki.
En los siguientes años obtuvo un papel menor en la película Saint Tropez Blues protagonizada por Alain Delon y Marie Laforêt por la cual ganó el segundo lugar del concurso de belleza en el Festival Internacional de Cine de Cannes. Entonces se unió al elenco del Folies Bergère y cambió su nombre artístico a Eva Norvind. En 1962 viajó a Canadá y luego a Nueva York, donde a la edad de 18 obtuvo trabajo como conejita de la Playboy y bailarina de Can-Can. Terminó su educación secundaria en 1964 y viajó a la Ciudad de México para estudiar español y ahí fue contratada como actriz. Realizó siete películas en México. También trabajó como vedette en centros nocturnos de la capital mexicana.[cita requerida]
En México fue objeto de controversia por hablar del control de natalidad en la muy censurada televisión nacional. El gobierno del país le ordenó abandonar el país en 24 horas, pero con la ayuda de la Asociación Nacional de Actores pudo permanecer en el país, aunque se le prohibió aparecer en televisión por un año. 
En 1968, se hizo fotógrafa cubriendo noticias de moda y celebridades, y viajó a París y a Nueva York. Además, escribió artículos de cine, y trabajó en la distribución de películas mexicanas a Escandinavia y viceversa.[cita requerida]
En 1970, dio a luz a su hija Nailea en la Ciudad de México y retornó a Estados Unidos en 1980 para estudiar cine en la Universidad de Nueva York, donde se graduó en 1982 en bellas artes. En 1985, se interesó en el erotismo, y dos años más tarde fundó Empresas Taurel, empresa consejera, productora y proveedora de material relacionado con el sexo. En 1996, obtuvo su maestría en sexualidad humana en la Universidad de Nueva York. El siguiente año, se realizó una película sobre su vida, titulada No lo hagas por amor, en la cual se representó a sí misma, de la cineasta alemana Monika Treut, así como en la de 1999 Activos y pasivos.[cita requerida]
En 1999, John McTiernan la contrató para entrenar a Rene Russo para su polémica imagen sexual en The Thomas Crown Affair, por lo que obtuvo crédito de pantalla. Norvind además estudió psicología forense en el John Jay College of Criminal Justice. En el 2003, ofreció asesoría sexual para la película Distress (Peligro).

## Vida personal
En septiembre de 2021, después de que su hija Nailea Norvind se declarara abiertamente bisexual, compartió que Eva también lo era, además de añadir que hablar sobre la sexualidad no era un tema tabú en su casa.

### Muerte
Murió el 14 de mayo de 2006, ahogada en las aguas de Zipolite (Oaxaca, México). En esos días estaba escribiendo, dirigiendo y produciendo un documental sobre el actor y músico mexicano discapacitado José Flores, titulado Born Without (Nacido sin...).

## Teatro
- La Mandrágora
- En el Closet, no

## Filmes
- Báñame mi amor (1968) como sacerdotisa
- Un yucateco honoris causa (1967)
- Don Juan 67 (1967) como Helga
- Santo, el Enmascarado de Plata vs. la invasión de los marcianos (1967) como Selene
- Nuestros buenos vecinos de Yucatán (1967)
- Juan Pistolas (1966)
- Esta noche no (1966) como rubia en Acapulco
- Pacto de sangre (1966) como Helen
- Saint Tropez Blues (1961) como turista alemana